# Pjotr Iwanowitsch Melissino

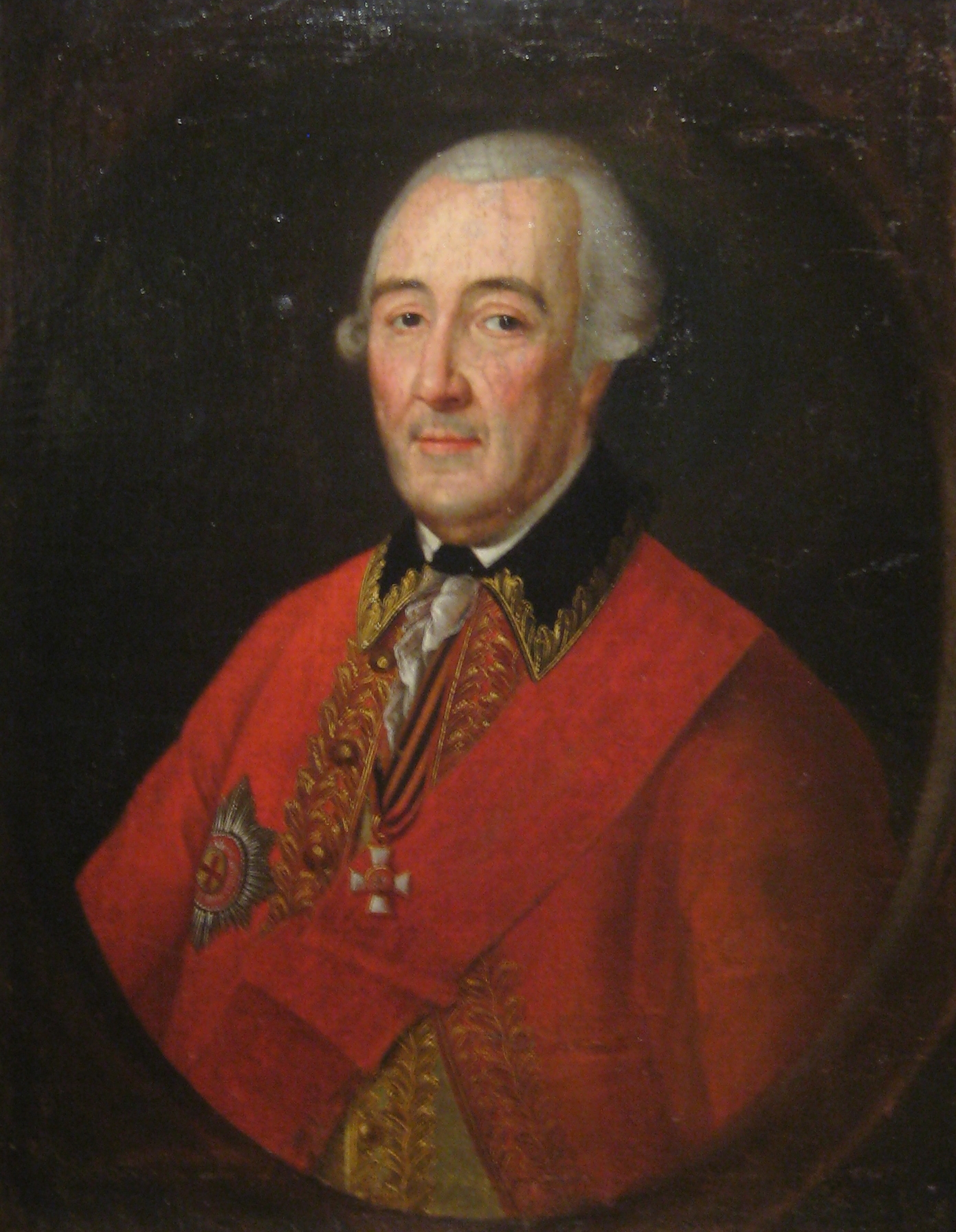
Pjotr Iwanowitsch Melissino

Pjotr Iwanowitsch Melissino (russisch Пётр Иванович Мелиссино, griechisch Πέτρος Μελισσηνός; * 1726 in Kefalonia; † ca. 1797) war ein russischer General griechischer Abstammung.

## Leben
Gelehrte und Beamte der Ionischen Inseln waren gut ausgebildet und wurden ab dem 18. Jahrhundert von europäischen Mächten abgeworben, darunter auch Melissino, der auf Kefalonia geboren wurde. Ebenso sein Bruder, der spätere Direktor der Moskauer Universität Iwan Iwanowitsch Melissino, und deren familiärer Freund Marinos Charvouris. Angestellt wurde Pjotr Melissino unter der Zarin Elisabeth, wurde aber vornehmlich unter der Zarin Katharina tätig. 
Melissino begründete einige Freimaurerlogen, musste diese jedoch nach Druck der Zarin aufgeben. Melissino beschäftigte sich auch mit den Theaterwissenschaften und war Direktor des Schauspiels von Sankt Petersburg.
Nach seinem erfolgreichen Mitwirken in der Schlacht von Cahul an der Seite von Pjotr Rumjanzew wurde er Befehlshaber der russischen Artillerie, die er um eine neue Reiterei ergänzte.
Melissino wurde 1776 Generalleutnant und war von 1783 bis 1797 Direktor des Artillerie- und Ingenieur-Kadetten-Korps in St. Petersburg.
Zar Paul I. sprach Melissino angeblich seine Missgunst aus und soll den mittlerweile 70-jährigen in den Tod getrieben haben.
Sein Sohn Alexei Petrowitsch Melissino († 1813) wurde russischer Generalmajor und fiel in der Schlacht um Dresden.

## Sonstiges
Melissino begründete das templerische Freimaurersystem Melissino-Ritus.